# Афанасово (Ивановский район)
Афанасово — деревня в Ивановском районе Ивановской области России, в составе Богородского сельского поселения.Население на 2010 год — 865 человек.
Деревня Афанасово из уезда Шуйский упоминается в книге 1863 года «Списки населённых мест Владимирской губернии по сведениям 1859 г».
В начале 30-х годов прошлого века деревня входила в состав Богородского сельсовета. В селе имелась школа. Рядом находился птицеводческий совхоз имени Колотилова и колхоз «1 МАЯ». Недалеко расположились селения-коммуны с весьма колоритными названиями: Советская Канада и Советская Аргентина.
В 1943 году здесь был открыт Дом творчества композиторов, где некоторое время жили семьи Д. Шостаковича, Р. Глиэра, А. Хачатуряна, В. Мурадели. В соседней от Афанасово деревне отдыхавший в Доме творчества С. С. Прокофьев завершил Пятую симфонию и Восьмую сонату для фортепиано.
В деревне имеется старая часовня, построенная во второй половине XIX века.